# Die endlose Nacht
Die endlose Nacht ist ein dem Genre des Ensemblefilms zuzurechnendes deutsches Filmdrama des Regisseurs und Autors Will Tremper aus dem Jahr 1963.

## Handlung
Über dem Flughafen Berlin-Tempelhof liegt dichter Nebel. Die Durchsage kündigt an, dass alle Flüge nach Westdeutschland ausfallen müssen und dass auch mit Landungen in Berlin nicht vor dem darauffolgenden Morgen zu rechnen ist. Da ein Weiterkommen im Transitverkehr durch die DDR für viele Gäste aus den unterschiedlichsten Gründen nicht möglich ist, führt diese Durchsage bei einer Reihe von Passagieren zu beträchtlichen Problemen.
Da ist der alternde Schauspieler Stoltmann, der ohne Wissen seines Intendanten von Hannover nach Berlin geflogen ist, um eine kleine Hörspielrolle zu übernehmen. Am nächsten Abend soll er in Hannover den König Lear spielen – endlich die Hauptrolle, auf die er sein Leben lang gewartet hat. Stoltmann fürchtet, dass ihn sein Intendant entlassen wird und er damit die vermutlich letzte Chance seines Lebens, doch noch einmal groß herauszukommen, selbst verspielt hat. Ähnlich dramatisch stellt sich die Situation für den jungen Geschäftsmann Wolfgang Spitz dar. Er erwartet dringend die Ankunft eines Geschäftspartners aus Frankfurt am Main. Wenn dieser nicht bis morgen früh eintrifft und ihm den zugesagten Auftrag erteilt, werden Wechsel fällig, deren Unterschrift Spitz gefälscht hat. Er hat seine Freundin Lisa zum Flughafen mitgenommen, damit sie durch weiblichen Charme hilft, die Verhandlungen zu einem positiven Abschluss zu bringen. Als der reiche Großspediteur Schreiber erscheint, glaubt Spitz in ihm seinen Rettungsanker zu erkennen. Doch der ist nur an Lisa interessiert. Als Spitz am nächsten Morgen nach Düsseldorf abreisen will, wird er von der Berliner Polizei wegen Betrugs verhaftet.
Der Chefmonteur Ernst Kramer war nach Tempelhof gekommen, um nach Karatschi abzufliegen. Seine Frau, die ihn gebracht hatte, ist wieder abgefahren, und so nutzt Kramer die Gunst der Stunde, um sich mit seiner Geliebten Mausi zu verabreden. Er wartet stundenlang auf sie, aber Mausi kommt nicht. Plötzlich beschleicht Kramer die Furcht, dass ihn seine Frau ebenso betrügen könnte wie er sie. Und so setzt er sich in ein Taxi und fährt zu sich nach Haus zurück. Doch sie ist allein und ist angesichts der verzögerten Rückkehr ihres Mannes ihrerseits misstrauisch. Das ebenso attraktive wie abgebrannte Starlet Sylvia Stössi kommt frisch vom Friseur zum Flughafen und hat, da sie zu spät gekommen ist, ihr Recht auf ein von der Fluglinie bezahltes Hotelzimmer verwirkt. Sie kennt niemanden in Berlin, und auch ihre Versuche, sich von halbwegs seriösen Herren ansprechen zu lassen, um so wenigstens zu einem Abendessen eingeladen zu werden, misslingen. Schließlich verlässt sie die Flughafenhalle in Begleitung zweier fragwürdiger junger Männer.
Mascha ist zusammen mit ihrem Freund Renzo in die Abfertigungshalle gekommen. Ihm zuliebe hat sie ihren Ehemann und ihre beiden Stiefkinder sitzen gelassen. Doch Gatte Herbert taucht plötzlich in Begleitung der Kinder in Tempelhof auf. Renzo befürchtet eine Szene und flüchtet. Derart ernüchtert, entschließt sich Mascha, zu ihrem Ehemann zurückzukehren. Gänzlich anders stellt sich die Situation für den Farmer John McLeod dar, der eigentlich heim zu seinen Ländereien in Kenia fliegen wollte. Über diese Verzögerung ist er allerdings nicht sonderlich traurig, denn hinter einem Schalter hat er die hübsche Juanita entdeckt. Der ungeplante Aufenthalt ermöglicht ihm, sich mit der jungen Frau zu unterhalten. Die beiden kommen sich in atemberaubendem Tempo näher und schmieden sogar schon Pläne für eine gemeinsame Zukunft. Als McLeod jedoch am nächsten Morgen einen überraschend frei gewordenen Platz in der nächsten Maschine zugesprochen bekommt, die Berlin verlässt, findet er nicht einmal mehr die Zeit, sich von Juanita zu verabschieden. Ein Bote soll ihr einen Strauß Blumen überbringen, doch sie hat ihren Arbeitsplatz bereits verlassen.
Der Nebel über Berlin-Tempelhof bringt es mit sich, dass auch eine polnische Jazzcombo festsitzt. Das Quintett ist vom Ostberliner Flughafen Schönefeld hierher gekommen, um von Tempelhof weiterzufliegen. Kommunistisch indoktriniert, begegnen sie den Fluggästen aus dem Westen zunächst mit Misstrauen. Doch die Aufmunterungen der anderen hier gestrandeten Passagiere bringen die Band dazu, eine Jamsession zu improvisieren. Als sie am nächsten Morgen über das Flugfeld zu ihrer Maschine gehen, spielen die fünf immer noch. Und das Misstrauen ist verflogen, ebenso wie der Nebel über Berlin-Tempelhof.
All diese Begebenheiten werden nicht als voneinander getrennte Episoden erzählt, vielmehr sind die Geschichten miteinander verwoben.

## Hintergrund
Die endlose Nacht entstand zwischen dem 18. November 1962 und dem 31. Januar 1963 auf dem Flughafengelände von Berlin-Tempelhof. Er erlebte seine Uraufführung im Berliner Marmorhaus am 8. Mai 1963. Der Film entstand in 45 Drehtagen ohne ein fertiges Drehbuch. Tremper improvisierte von einem Tag auf den anderen. Gedreht wurde in der Nacht, da man dann den Flughafen für sich allein hatte.
Die Finanzierung des Films erfolgte durch eine Prämie in Höhe von 250.000 DM des Bundesinnenministeriums, die Will Tremper für den vorangegangenen Film Flucht nach Berlin bekommen hatte. Als dem Regisseur und Produzenten nach 21 Tagen das Geld ausgegangen war, musste er sich mit Krediten aushelfen, sein Auto verpfänden und sich von privaten Geldgebern etwas leihen. So trieb Tremper weitere 200.000 DM auf, mit denen der Film schließlich fertiggestellt werden konnte.
Für Regisseur Tremper war Die endlose Nacht die erfolgreichste Inszenierung seiner gesamten Karriere, die ihm durchgehend positive Kritiken bescheren sollte. Hannelore Elsner hat von denjenigen Filmen, in denen sie mitgewirkt hatte, Die endlose Nacht als ihren Lieblingsfilm bezeichnet.
Der nahezu zeitgleich gedrehte englische All-Star-Film Hotel International mit Elizabeth Taylor und Richard Burton war thematisch ähnlich gelagert, wurde aber von der Kritik deutlich schlechter bewertet.
Die Peter-Thomas-Komposition Komm, leg’ Deinen Arm um mich wird im Film von Wanda Warska unter Begleitung des Andrzej-Trzaskowskí-Quintetts in einer Scat-Version gesungen. Die ursprünglich für den Film Die seltsame Gräfin komponierte Melodie erschien 1963 auch als gesungene Version von Esther Ofarim mit einem Text von Günther Schwenn auf einer Single.

## Kritiken
Das Lexikon des Internationalen Films lobte: „Trempers zweiter Film [...] überrascht durch seine bemerkenswert nüchterne Bildsprache und seinen frischen Regiestil. Eine vergleichsweise ansehnliche Leistung des deutschen Kinos der 60er Jahre.“
Das große Personenlexikon des Films schrieb in Trempers Biografie: „In ruhigen, fast dokumentarisch nüchternen Bildern (Kamera: Hans Jura) zeichnete er, in der Tradition von Vicki Baums Roman ‘Grand Hotel’, einige mehr oder weniger dramatische Stunden im Leben mehrere Menschen nach, deren Flüge wegen Nebels ausfallen.“
Der Evangelische Film-Beobachter zog folgendes Fazit: „Ein bemerkenswerter Versuch, mit einem deutschen Film die Grenzen des Herkömmlichen in vertretbarer Weise zu sprengen. Deshalb ab 16 einer Empfehlung wert.“

## Auszeichnungen
Der Film erhielt 1963 den Preis der deutschen Filmkritik und im selben Jahr das Filmband in Silber beim Deutschen Filmpreis. Harald Leipnitz erhielt für die Beste darstellerische Leistung, Hans Jura für die Beste Kameraführung und Peter Thomas für die Beste Filmmusik jeweils das Filmband in Gold.
Des Weiteren erhielt Walter Buschhoff für die Darstellung des Chefmonteurs Ernst Kramer den Ernst-Lubitsch-Preis.